# Pelle-araignée

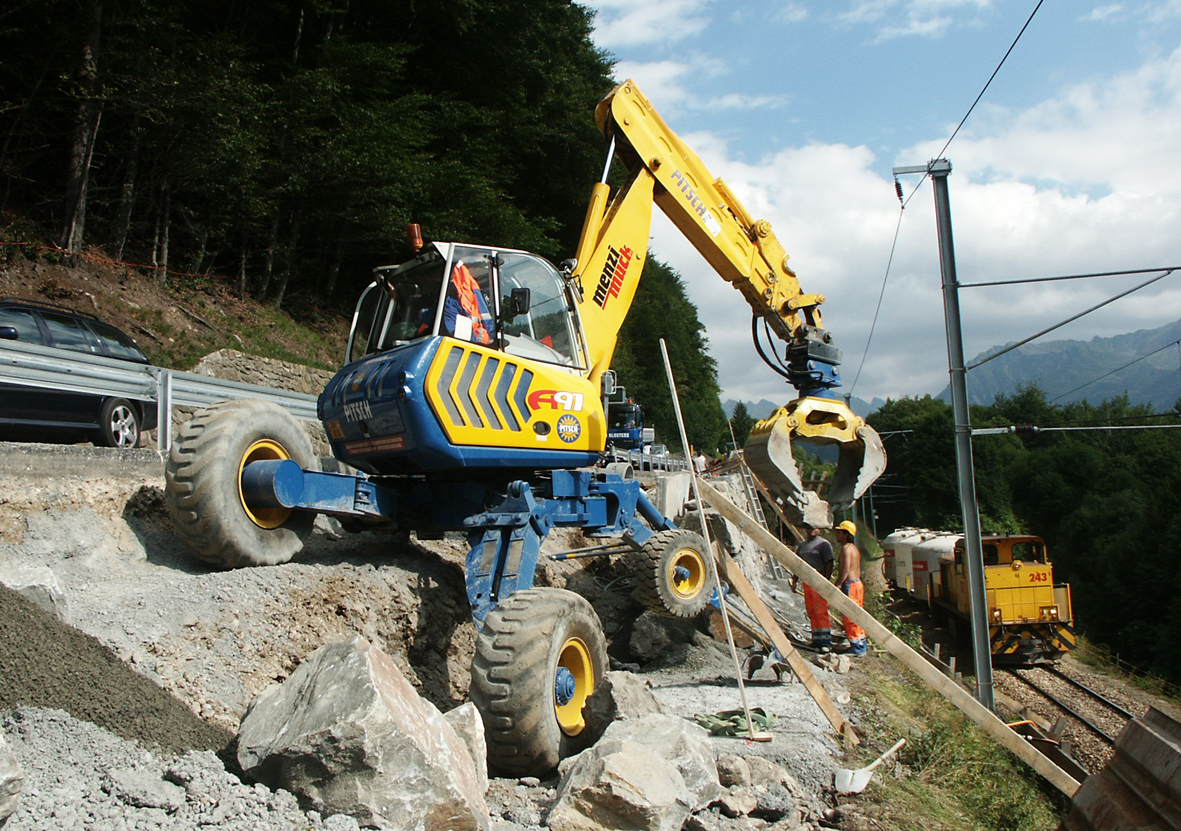
Menzi Muck A91 : travail à la benne preneuse entre deux voies de circulation. La pelle araignée convient à une utilisation sur des terrains difficiles d'accès.

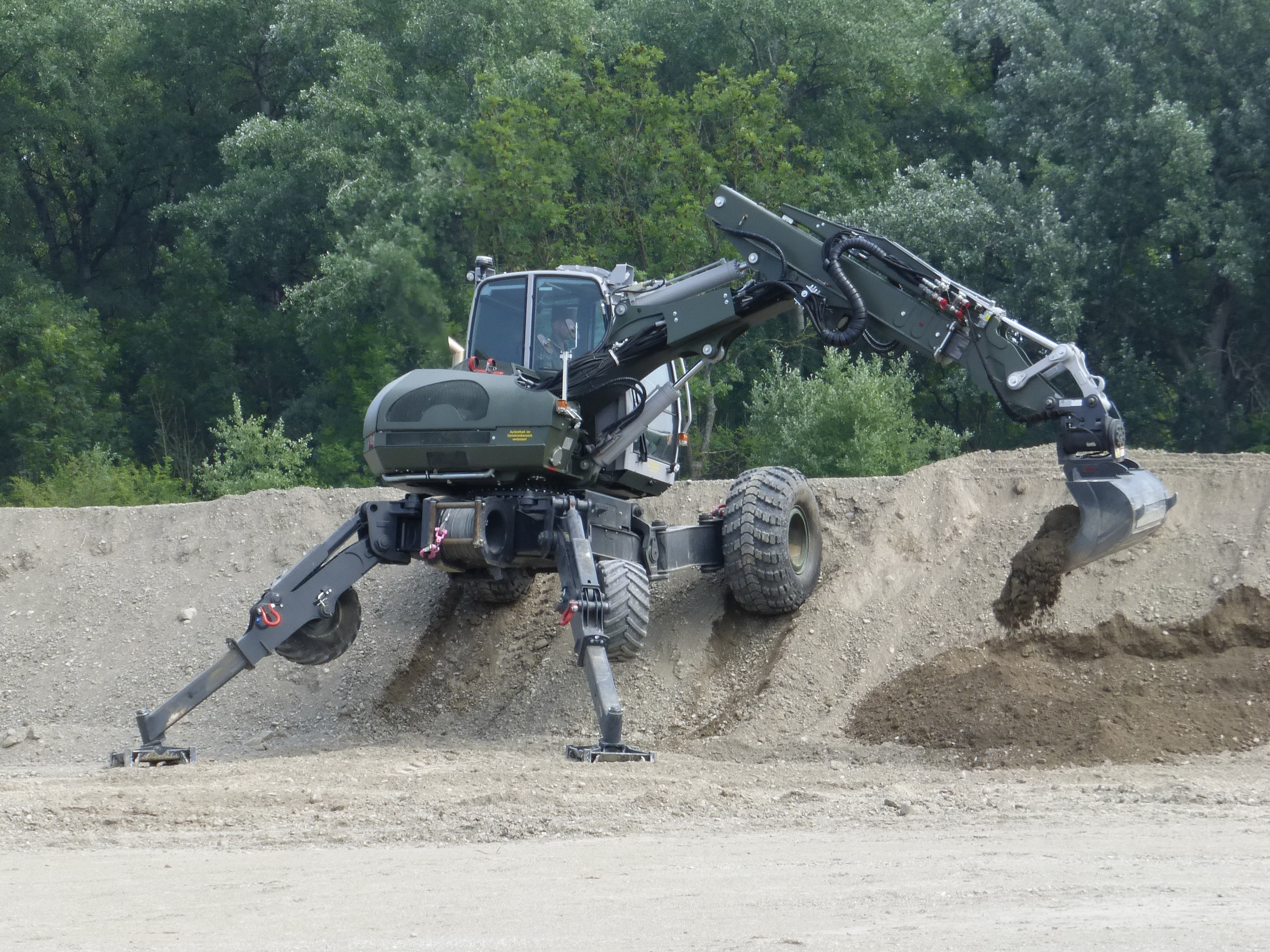
Pelle araignée Kaiser SX des forces armées autrichiennes lors d'une manifestation en Bavière. Machine avec quatre roues, balancier latéral et treuil.

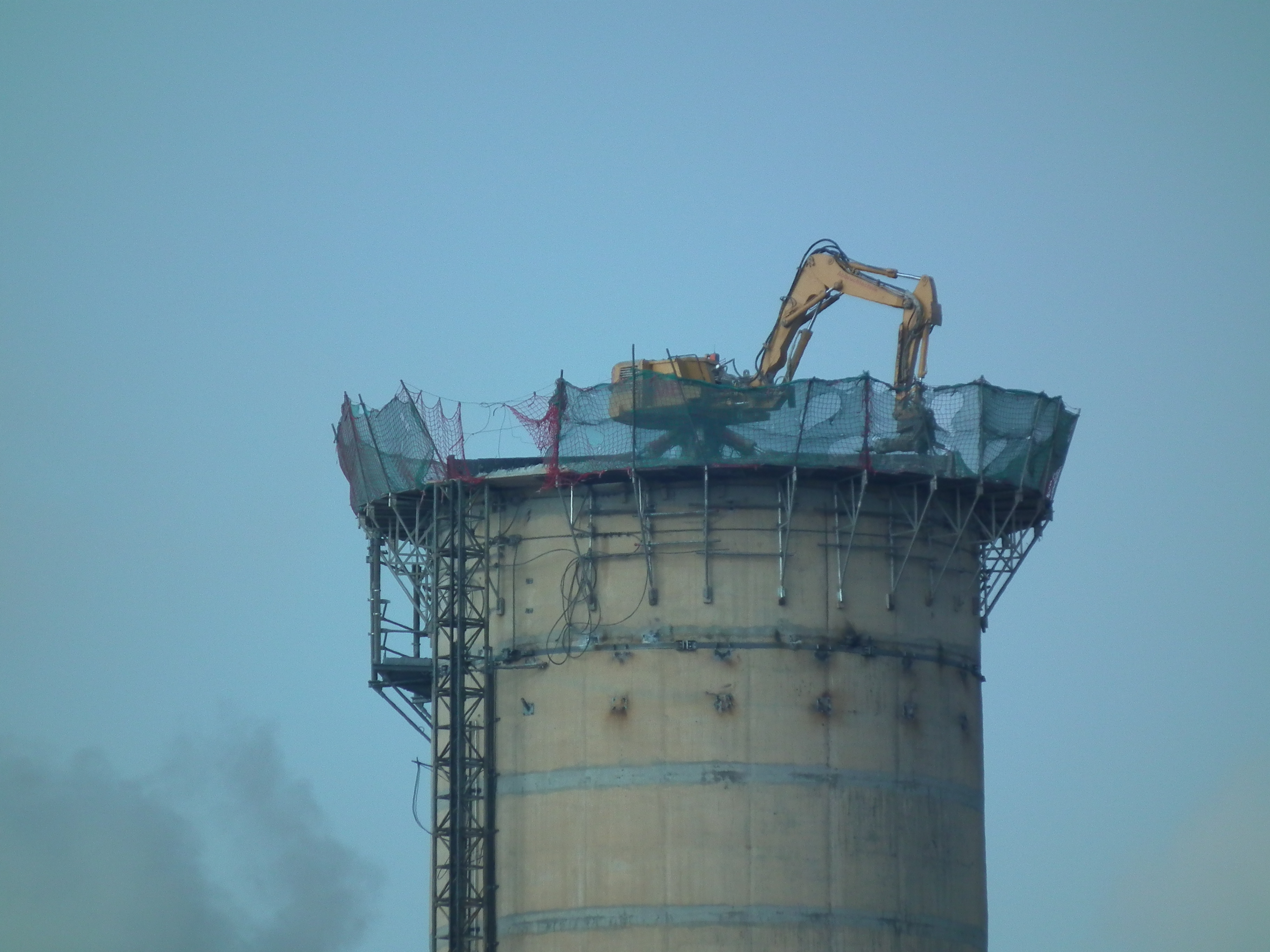
Pelle araignée télécommandée à flèche triple articulation démolissant au marteau-piqueur la cheminée de 200 m de haut de la centrale de Dresde-Reick, 2017.

La pelle-araignée est un engin de chantier et une variante de la pelle hydraulique conventionnelle ; comme elle, la pelle araignée possède une tourelle sur laquelle est montée la flèche. Le train de roulement est différent. Au lieu d'un châssis conventionnel à roues ou à chenilles, les pelles araignées sont équipées de quatre pieds mobiles. Les roues et les pieds (dits aussi « béquilles » ou « stabilisateurs ») sont montés sur des jambes. À l'aide de ces jambes de marche, qui peuvent être contrôlées indépendamment les unes des autres, il est possible de maintenir la cabine en position horizontale et d'effectuer des travaux même sur des terrains très accidentés ou dans le lit d'une rivière. Les pelles araignées sont utilisées dans les travaux de terrassement, en curage de rivière, en foresterie ou en aménagement paysager.

## Histoire
La pelle araignée a été inventée en 1965 et 1966 par les sociétés Kaiser et Menzi. En 1965, le prototype Kaiser, le MUK 2000, est entré en fabrication. Le premier produit fabriqué en série était le Kaiser MUK 3000, qui a été développé par Kaiser au Liechtenstein et construit par le fabricant suisse Ernst Menzi (1897-1984), alors âgé de 69 ans. MUK signifiait « Menzi und Kaiser ». En raison de différends, les deux sociétés se sont séparées, Menzi a vendu la pelle araignée sous le nom de « Menzi Muck ».

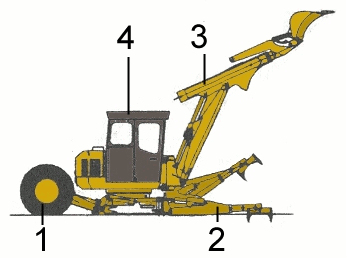
Principaux composants d'une pelle araignée :
1 : jambes avec roues ;
2 : jambes de marche avec pieds d'appui ;
3 : flèche avec balancier télescopique et rétrocaveuse ;
4 : tourelle avec cabine.

Il existe actuellement trois principaux fabricants : Kaiser, Menzi et Euromach.

## Caractéristiques
Les machines font entre 60 et 100 kW et atteignent un poids opérationnel compris entre 6 et 10 t. La flèche est généralement équipée d'un balancier (second élément de la flèche) télescopique, il peut être complété par un balancier latéral. Le godet peut contenir jusqu'à 0,5 m3. Les pelles araignées ont une garde au sol allant jusqu'à 1,5 m et une profondeur de gué de 2 m.

## Fonctionnement

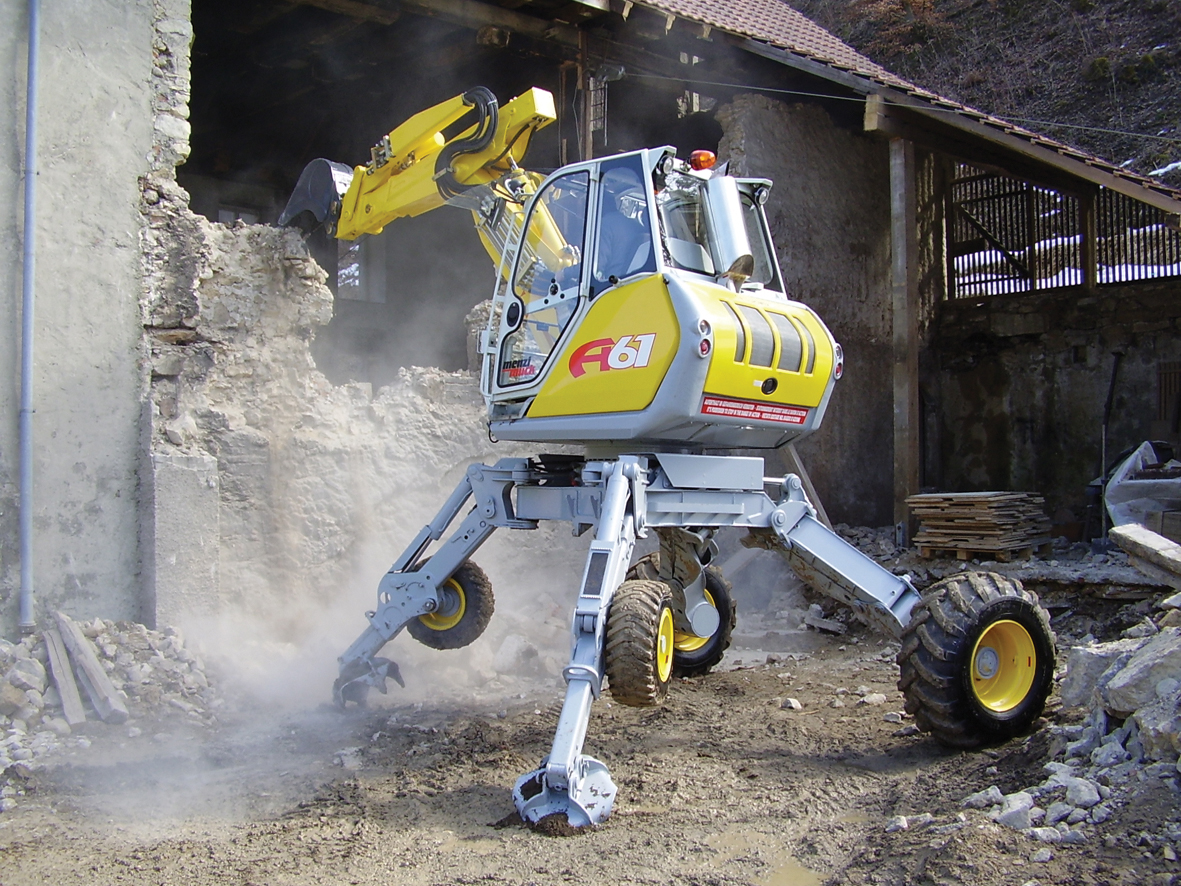
Pelle-araignée Menzi Muck A61 sur un petit chantier de démolition, 2008.

La pelle araignée a quatre jambes de marche, qui peuvent être ajustées dans la direction horizontale et verticale et la longueur de la pente. Si les roues sont soulevées au-dessus des pieds avant, la pelle se tient alors sur ses quatre pieds. Certaines machines n'ont des roues que sur les pieds arrière mais sont tractables. En terrain facile, ces machines peuvent se déplacer sur les roues, à condition que toutes les jambes en soient équipées. La direction se fait alors par pivotement conjoint des jambes à la manière d'un articulé ; certaines machines comportent aussi deux roues directrices. Lorsque les jambes sont ramassées vers la médiane d'avancement, la largeur hors-tout peut ne pas excéder 2 m (cas de l'Euromach R755H, moins de 1 m pour la minipelle Euromach 1500), rendant la machine apte à se faufiler.
Pour avancer, le conducteur étend la flèche et l'appuie contre le sol pour que les jambes avant se soulèvent. En rentrant la flèche, l'ensemble de la machine roule sur les roues arrière (éventuellement aidé par leur transmission) vers la flèche. En levant la flèche, le conducteur redescend les jambes avant et ainsi de suite. L'engin recule en poussant sur la flèche. On peut tourner en faisant pivoter l'engin après le levage (méthode aussi utilisée sur les pelles à chenilles). La pelle peut travailler sur des pentes allant jusqu'à 45 degrés ou escalader des marches de plusieurs mètres.
La pelle araignée est également disponible en version à quatre roues afin que la machine puisse être déplacée plus facilement. La version la plus avancée a quatre roues de taille égale et une transmission intégrale (4 RM). Certaines machines sont conçues pour être héliportées ou treuillées facilement.

## Utilisation

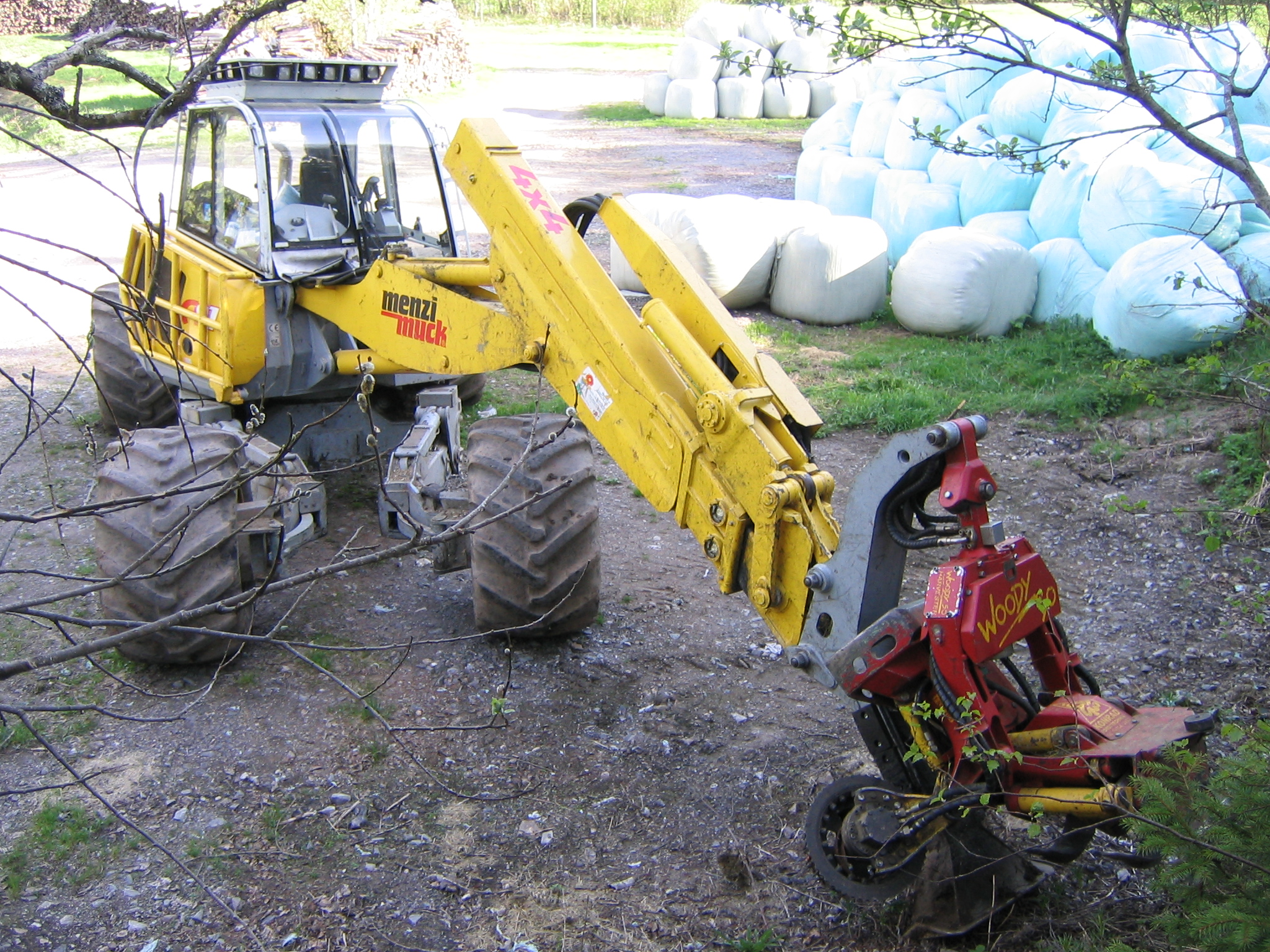
Menzi Muck A 91 équipée d'un moteur John Deere de 140 ch. Variante forestière avec train 4RM et pneus larges, cabine renforcée, flèche forestière et tête d'abattage. À noter la faible largeur hors-tout dans cette configuration.

La pelle-araignée est surtout utilisée en forêt, montagne et marécage, sur pentes très fortes, sur barge ou sur ses pieds dans les canaux ou rivières. Elle peut être munie d'une tête d'abattage forestière et de nombreux autres outils comme les autres pelles (voir Pelle mécanique hydraulique#Autres outils).
Sa conduite demande une formation particulière et une certaine dextérité.
Pouvant traverser un champ de débris, elle est utilisée comme moyen de sauvetage, par l'armée autrichienne notamment. Elle est cependant beaucoup moins répandue que les autres types de pelle.

## Variante
Il existe des minipelles-araignées, éventuellement sans tourelle et bon marché.